# 塔杜萨克
48°09′N 69°43′W / 48.150°N 69.717°W
塔杜萨克（法語：Tadoussac，法語發音：[tadusak]）是加拿大魁北克省的城市，位于萨格奈河汇入圣劳伦斯河的地方，圣劳伦斯河北岸，魁北克市以北190公里处。是加拿大历史最悠久的城镇，可以追溯到1599年。
塔杜萨克是魁北克著名的旅游城市，是观赏鲸鱼的好地方。这里也是世界上为数不多的能同时观赏到蓝鲸，白鲸，座头鲸和脊鳍鲸的海域。因此每到夏季，成群结对的游客蜂拥而至，出海近距离观赏野生鲸。

## 外部链接

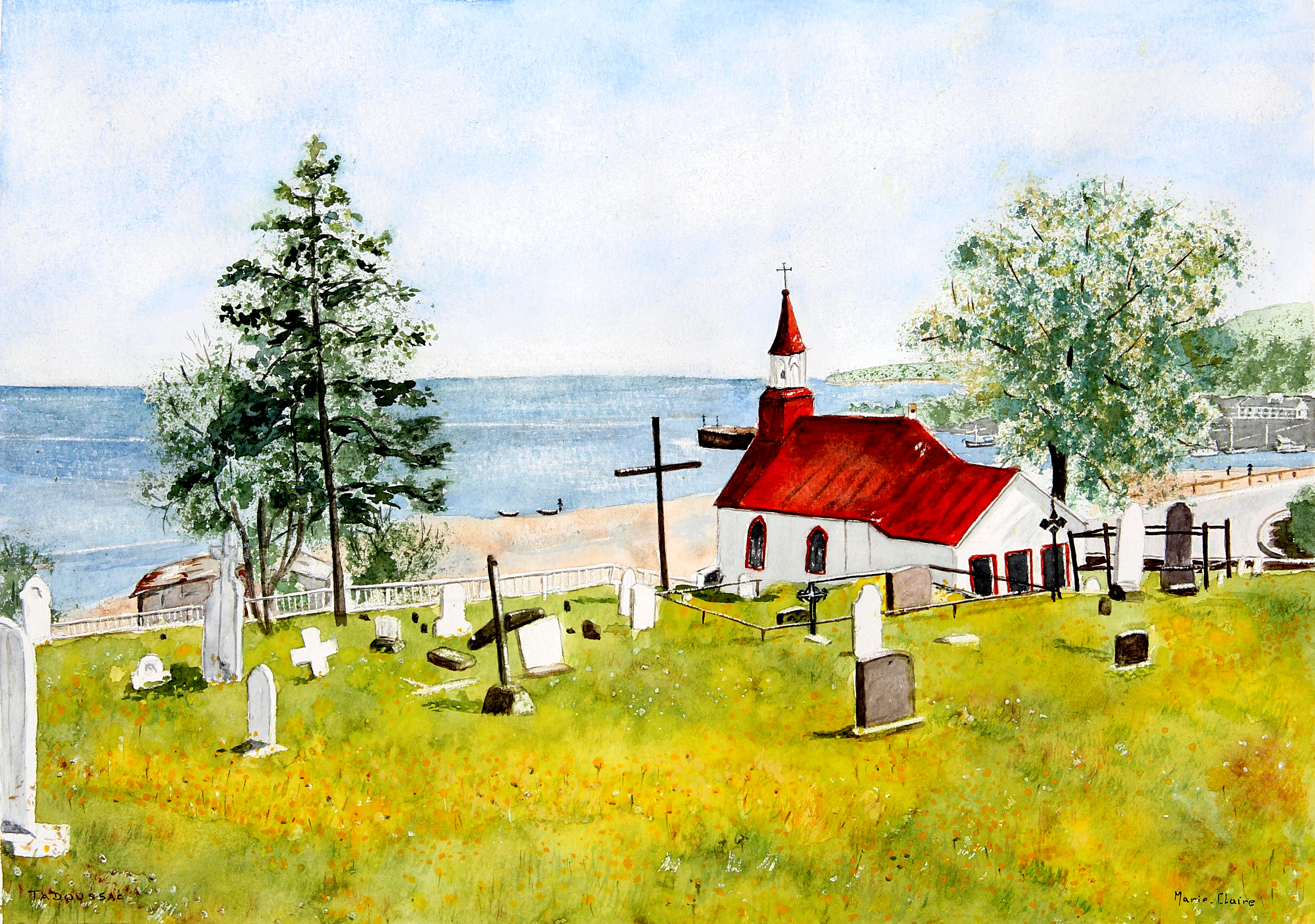
古老的印度小教堂（1747-1750）及其位于圣劳伦斯河畔的墓地